# Weatherly (yacht)
Weatherly (US-17) était le defender américain lors de la Coupe de l'America (America's Cup) de 1962 à Newport (Rhode Island) contre le challenger australien Gretel du Royal Sydney Yacht Squadron.

## Construction
Weatherly est un sloop à quille selon la réglementation internationale 12 Metre JI. Il a été conçu par l'architecte naval Philip Rhodes (en) et construit par Luders Marine Construction Company à Stamford dans le Connecticut pour un consortium de propriétaires formé par Henry D. Mercer, avec Cornelius S. Walsch et Arnold D. Frese. Il a été lancé en 1958. C'est une coque à structure d'acier plaqué en acajou.

## Carrière

Guidon du NYYC.

En 1958, skippé par Arthur Knapp, Weatherly est en concurrence avec Columbia, Easterner , Gleam et Vim pour le droit de défendre la Coupe de l'America. Mais il est surclassé dans les épreuves de sélection par Columbia qui a défendu avec succès la Coupe en 1958.
Il est modifié par Philip Rhodes au chantier Luders en 1962 pour les épreuves de sélection du defender 1962. Représentant le New York Yacht Club, il se qualifie contre Columbia, Easterner et Néfertiti. Il bat le challenger australien Gretel par 4 manches à 1 lors de la Coupe de l'America 1962 (en).
Depuis que Weatherly est utilisé pour de la croisière-charter, il est amarré au port de Newport, où il est disponible à la location.
Il est inscrit au Registre national des lieux historiques en 2012.